# Kreštelovac
Kreštelovac (česky Kreštelovec, maďarsky Kristályfölde) je vesnice v Chorvatsku v Bjelovarsko-bilogorské župě, spadající pod opčinu Dežanovac. Nachází se asi 14 km jihozápadně od Daruvaru. V roce 2011 zde žilo 125 obyvatel. V roce 1991 bylo 6,39 % obyvatel (11 z tehdejších 172 obyvatel) české národnosti, převládajícími národnostmi ve vesnici jsou však Maďaři (42,44 %, 73 obyvatel) a Srbové (25 %, 43 obyvatel).

## Sousední sídla
| Růžice kompasu |              | Imsovac     |           | Růžice kompasu |
| Růžice kompasu | Sokolovac    | Sever       | Dežanovac | Růžice kompasu |
| Růžice kompasu | Sokolovac    | Kreštelovac | Dežanovac | Růžice kompasu |
| Růžice kompasu | Sokolovac    | Jih         | Dežanovac | Růžice kompasu |
| Růžice kompasu | Blagorodovac |             |           | Růžice kompasu |